# Germagnat
Germagnat est une ancienne commune française, située dans le département de l'Ain en région Auvergne-Rhône-Alpes.
Du 1er janvier 2017 au 31 décembre 2022, Germagnat est une commune déléguée au sein de la commune nouvelle de Nivigne-et-Suran avec Chavannes-sur-Suran,. Le chef-lieu de la commune nouvelle est fixé à Chavannes-sur-Suran.

## Géographie
Germagnat se situe dans le Revermont.

### Communes limitrophes
|                                        | Montfleur (Jura) | Villeneuve-lès-Charnod (Aromas) |
| Pouillat                               | Germagnat        | Aromas (Jura)                   |
| Chavannes-sur-Suran (Nivigne et Suran) | Corveissiat      |                                 |

## Histoire
Sous l'Ancien Régime, la paroisse de Germagnat fait partie de la Franche-Comté. En 1790, elle est érigée en commune et intégrée au département de l'Ain. Les hameaux de La Serraz et de Toulongeon deviennent également des communes à part entière. Toutefois, en décembre 1794, elles sont réintégrées à Germagnat.
Le 1er janvier 2017, la commune s'unit avec Chavannes-sur-Suran pour former la commune nouvelle de Nivigne-et-Suran, dont elle constitue une commune déléguée. Le 31 décembre 2022, les communes déléguées sont supprimées.

## Politique et administration

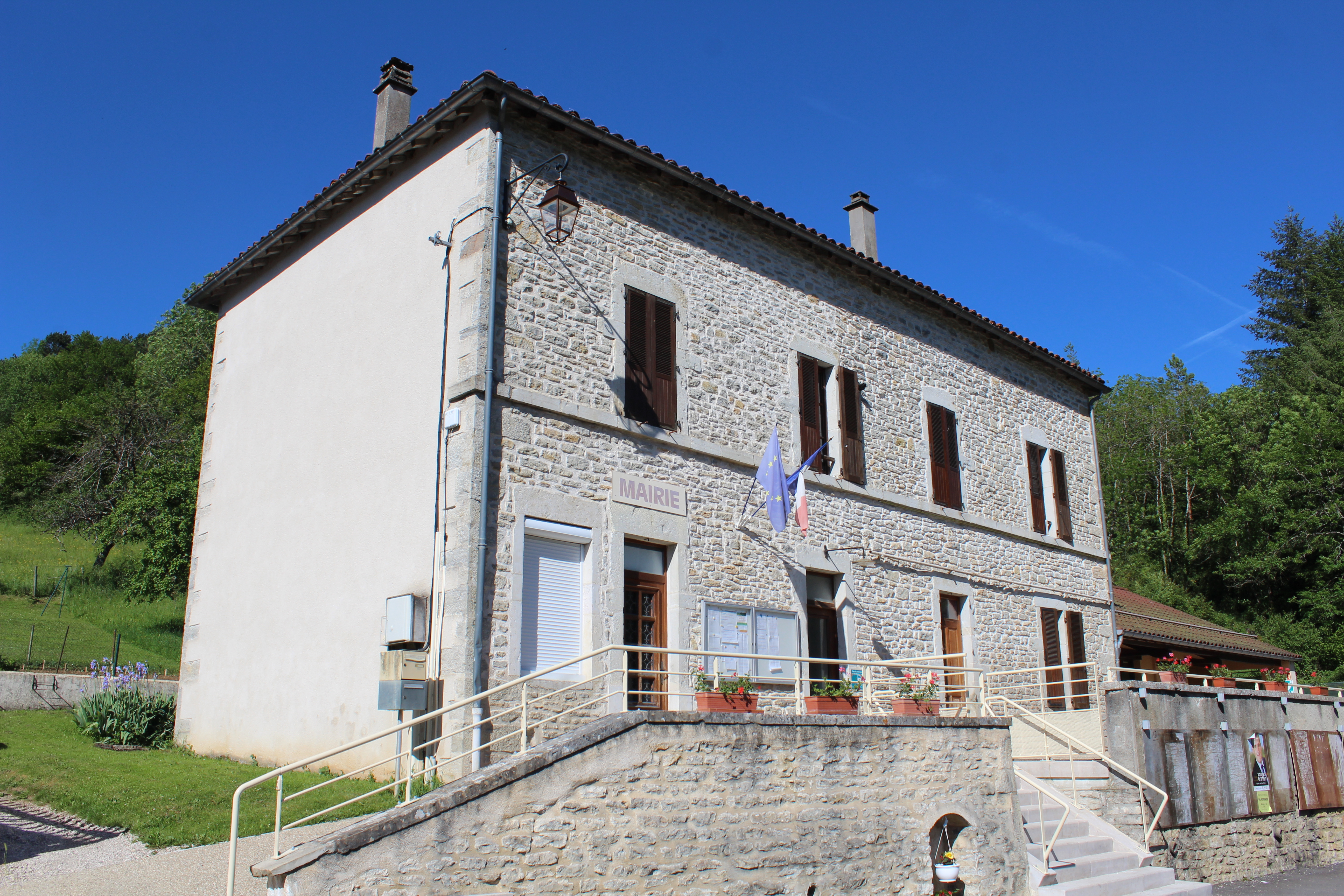
Mairie.

| Période                                  | Période | Identité         | Étiquette | Qualité       |
| ---------------------------------------- | ------- | ---------------- | --------- | ------------- |
| 1995                                     | 2001    | Albert Vuillard  |           |               |
| 2001                                     | 2014    | Christian Collet | UMP       | Réélu en 2008 |
| 2014                                     | 2017    | Alain Binard     | SE        | Retraité      |
| Les données manquantes sont à compléter. |         |                  |           |               |

| Période | Période | Identité     | Étiquette | Qualité |
| ------- | ------- | ------------ | --------- | ------- |
| 2017    |         | Alain Binard |           |         |

## Démographie
L'évolution du nombre d'habitants est connue à travers les recensements de la population effectués dans la commune depuis 1793. Pour les communes de moins de 10 000 habitants, une enquête de recensement portant sur toute la population est réalisée tous les cinq ans, les populations de référence des années intermédiaires étant quant à elles estimées par interpolation ou extrapolation. Pour la commune, le premier recensement exhaustif entrant dans le cadre du nouveau dispositif a été réalisé en 2006.
En 2018, la commune comptait 145 habitants, en évolution de −1,36 % par rapport à 2012 (Ain : +5,15 %, France hors Mayotte : +2,11 %).
| 1793 | 1800 | 1806 | 1821 | 1831 | 1836 | 1841 | 1846 | 1851 |
| ---- | ---- | ---- | ---- | ---- | ---- | ---- | ---- | ---- |
| 461  | 505  | 478  | 355  | 368  | 371  | 382  | 413  | 362  |

| 1856 | 1861 | 1866 | 1872 | 1876 | 1881 | 1886 | 1891 | 1896 |
| ---- | ---- | ---- | ---- | ---- | ---- | ---- | ---- | ---- |
| 313  | 330  | 306  | 326  | 331  | 317  | 328  | 291  | 310  |

| 1901 | 1906 | 1911 | 1921 | 1926 | 1931 | 1936 | 1946 | 1954 |
| ---- | ---- | ---- | ---- | ---- | ---- | ---- | ---- | ---- |
| 327  | 326  | 275  | 241  | 248  | 230  | 224  | 162  | 136  |

| 1962 | 1968 | 1975 | 1982 | 1990 | 1999 | 2006 | 2011 | 2016 |
| ---- | ---- | ---- | ---- | ---- | ---- | ---- | ---- | ---- |
| 131  | 113  | 105  | 90   | 86   | 92   | 133  | 146  | 142  |

| 2018 | - | - | - | - | - | - | - | - |
| ---- | - | - | - | - | - | - | - | - |
| 145  | - | - | - | - | - | - | - | - |

## Culture locale et patrimoine

### Lieux et monuments
- Ruines du château de Toulongeon à La Chanaz.
- Église gothique Saint-Germain.

### Personnalités liées à la commune
- André de Toulongeon (v. 1390-1432), grand écuyer de France, conseiller et ambassadeur du duc de Bourgogne ;
- Jean II de Toulongeon (1381-1427), son frère, maréchal de Bourgogne ;
- Antoine de Toulongeon (v. 1385-1432), leur frère, maréchal de Bourgogne, ambassadeur et homme de guerre ;
- Claude de Toulongeon (v. 1432-1504), fils du précédent, chambellan de Philippe le Bon et chevalier de l'Ordre de la Toison d'Or.
- Claude de Toulongeon XVIIe siècle, prieur du Prieuré Saint-Martin de Mesvres
- Théodore Chevignard de Chavigny, comte de Toulongeon (1687-1771), ambassadeur ;
- Hippolyte-Jean-René de Toulongeon (1739-1794), général de division, frère du député Emmanuel de Toulongeon et du général Anne Edmé Alexandre de Toulongeon ;
- Anne Edmé Alexandre de Toulongeon (1741-1823), général de brigade, frère du député Emmanuel de Toulongeon et du général Hippolyte Jean René Toulongeon ;
- François-Emmanuel d'Emskerque de Toulongeon (1748-1812), député aux états généraux de 1789, homme politique et homme de lettres, frère des deux généraux précédents;
- Lionel de Toulongeon (1820-1868), homme politique français et ancien député du Jura.